# Tim Breaux
Timothy Duron Breaux, detto Tim (Baton Rouge, 19 settembre 1970), è un ex cestista statunitense, professionista nella NBA e in Europa.

## Palmarès
- Campionato NBA: 1

Houston Rockets: 1995
- CBA All-Rookie Second Team (1993)